# 济南市历城区博物馆
济南市历城区博物馆，又称历城博物馆，坐落在中华人民共和国山东省济南市历城区唐冶文博中心的一座国有的综合性地志博物馆，2017年11月开始试运行，共有三个常设展厅，向公众免费开放。

## 展览
历城区文博中心位于历城区唐冶东路777号，始建于2012年，总建筑面积1.5万平方米，2014年建成并交付使用，分南北两区，包含区文化馆、图书馆、博物馆、美术馆四个展馆。历城区博物馆位于文博中心北区三楼，展厅面积1000平方米，2017年11月开馆，设有馆藏文物、大辛庄商代历史文化、历城民俗三个常设展厅，展现了历城县（区）的来历、历史沿革和考古遗存，以及其作为各时期济南国、郡、府首邑的经历。
2018年中秋、国庆节前，该馆联合济南市博物馆在洪楼广场举办《传承红色基因 弘扬济南战役精神——纪念济南解放70周年革命文物图片展》。该馆从2018年11月开始筹备临展厅，2019年5月18日举办为期两个月的“山东省馆藏文物巡展——明清书画精品展《松鹤延年说颐园》”，是该馆临展厅的首次大型展览。2019年5月16日至5月18日，该馆将开展流动博物馆“进学校、进社区、进广场”活动，在辖区学校、社区举行流动展览。

## 馆藏文物
该馆藏有从新石器时代至近现代各个时期的文物，包括象牙化石、龙山文化陶鬶、东夷陶器、春秋早期鲁伯大夫簋、隋代四门塔舍利、初唐碑刻《房彦谦碑》等。

## 游览
除提前公告的特殊情况，该馆每周周二至周日9：00—16：30向公众免费开放，每周一闭馆，但节假日正常开放；团体参观需提前三天预约。

## 备注
1. ↑  一说2017年10月[2]